# Félix Pyat
Félix Aimé Pyat (4. října 1810 Vierzon – 3. srpna 1889 Saint-Gratien) byl francouzský socialistický novinář, spisovatel, dramatik a politik, osobnost Pařížské komuny.

## Životopis
Narodil se v rodině roajalistického právníka Félixe Pyata a Perpétue rozené Legay.
R. 1831 vstoupil v Paříži do žurnalistiky u Figara, Charivari a Democratic Review. Jeho osobní útoky v brožuře nazvané Marie-Joseph Chénier et le prince des critiques (1844), v reakci na Julese Janina, mu přinesly šestiměsíční pobyt ve věznici Sainte-Pélagie.
V roce 1846 upravil sebraná díla Clauda Tilliera ve čtyřech svazcích a napsal podrobný úvod k Tillierově biografii a dílu. Spolupracoval s dalšími dramatiky na dlouhé sérii her, až do Únorové revoluce v roce 1848, která ukončila vládu francouzského krále Ludvíka Filipa I. Po revoluci byl zvolen jako levicový poslanec do Ústavodárného shromáždění a byl vládou druhé republiky jmenován komisařem v departementu Cher.
Po nezdařeném pokusu o povstání 13. června 1849, kdy se připojil k Ledru-Rollinovi, oponentu prezidenta Ludvíka Napoleona, hledal útočište ve Švýcarsku, Belgii, a nakonec v Anglii. V Londýně založil revoluční stranu „La Commune Révolutionnaire“ a publikoval a distribuoval četné revoluční texty. Za to, že oslavil královraždu po Orsiniho pokusu o život Napoleona III. byl postaven před anglický soud, ale byl zproštěn viny a všeobecná amnestie z roku 1869 umožnila jeho návrat do Francie.
Tam stanul před soudem 31. prosince 1869 protože zorganizoval s Mauricem Garreauem, Ferdinandem Gambonem a Marcem Gromierem nezákonnou veřejnou volební schůzi. Den po atentátu na novináře Victora Noira 10. ledna 1870 vyzval k povstání a vrátil se do exilu v Anglii. Vrchní soud ve Francii ho v nepřítomnosti odsoudil k pěti letům vězení.
Sesazení Napoleona III. dne 4. září 1870 ho přivedlo zpět do Paříže, kde založil noviny Le Combat. Po povstání 31. října byl krátce vězněn. 11. února 1871 byly noviny zrušeny rozhodnutím vlády národní obrany. 8. února 1871 byl zvolen do Národního shromáždění, ale 3. března rezignoval.
V únoru 1871 založil nové noviny Le Vengeur, které byly zrušeny generálem Vinoyem, vojenským guvernérem Paříže, ale byly obnoveny během Pařížské komuny (18. 3.–25. 5. 1871). 26. března byl zvolen do rady Komuny. Byl součástí výkonné komise, finanční komise a výboru veřejné bezpečnosti (od 1. do 8. května). Krvavého týdne se nezúčastnil, po porážce Komuny unikl pomstě versailleské vlády a odešel do Londýna. V roce 1873 byl v nepřítomnosti odsouzen k smrti, ale všeobecná amnestie z července 1880 mu umožnila návrat do Paříže.
V roce 1887 byl zvolen senátorem za Cher a v roce 1888 poslancem za Bouches-du-Rhône, kde zaujal své místo na krajní levici, následující rok zemřel v Saint-Gratien.

## Dílo

### Hlavní publikace
- Marie-Joseph Chénier et le prince des critiques (dans le journal La Réforme), Paris, 1844
- Œuvres de Claude Tillier, introduction par M. Félix Pyat. 4 vols. Nevers: C. Sionest impr.-éditeur 1846
- Lettres d'un proscrit. La vile multitude. Le prince Tityre. Lettres à Barbès, à M. Chambord, 13 juin. Aux électeurs de la Seine, de la Nièvre et du Cher, Paris, 1851, 2 vol
- Loisirs d'un proscrit. Lettre au général Changarnier. Vive la République. Samedi et dimanche. Les carabiniers royaux. L'espion Schnepp, Paris
- La Folle d'Ostende (1886)

### Divadlo
- Une révolution d'autrefois, ou les Romains chez eux, pièce historique en 3 actes et en prose, avec Théodose Burette, Paris, Théâtre de l'Odéon, 1er mars 1832
- Le Brigand et le philosophe, drame en 5 actions, avec 1 prologue en 2 parties, avec Auguste Luchet, Paris, Théâtre de la Porte-Saint-Martin, 22 février 1834
- Ango, drame en 5 actes, 6 tableaux, avec un épilogue, avec Auguste Luchet, Paris, théâtre de l'Ambigu-Comique, 29 juin 1835
- Les Deux Serruriers: drame en 5 actes, Paris, théâtre de la Porte-Saint-Martin, 25 mai 1841
- Cédric-le-Norwégien: drame héroïque en 5 actes, Paris, théâtre de l’Odéon, 26 février 1842
- Mathilde, drame en 5 actes, avec Eugène Sue, tiré de Mathilde, Mémoires d'une jeune femme, Paris, théâtre de la Porte-Saint-Martin, 24 septembre 1842
- Diogène: comédie en 5 actes, précédée d'un prologue, Paris, théâtre de l’Odéon, 6 janvier 1846
- Le Chiffonnier de Paris: drame en 5 actes et 1 prologue (12 tableaux), Paris, théâtre de la Porte-Saint-Martin, 11 mai 1847
- L'Homme de peine, drame en 5 actes, 9 tableaux, Paris, théâtre de l'Ambigu-Comique, 24 février 1885
- "Médecin de Néron", drame publié aux Editions l'Harmattan en 2010. Une conférence publique fut donnée par Guy Sabatier fut à Vierzon la même année

### Filmové adaptace
Jeho úspěšné melodrama Le Chiffonnier de Paris, přeměněné v letech 1886–1887 na román, vydaný v Le Radical, poté v Le Cri du peuple, poté ve velkém posmrtném svazku od Fayarda v 90. letech 19. století, bylo dvakrát zfilmováno:
- v roce 1913: Émilem Chautardem, hráli Edmond Duquesne, Renée Sylvaire, Louis Paglieri a René Maupré

- v roce 1924: Serge Nadejdinem, hráli Nicolas Kolin, Hélène Darly, Francine Mussey, René Maupré a Paul Ollivier

### V češtině
- Hadrník pařížský: drama v pěti jednáních s předehrou: Zločin na nábřeží – Félix Pyat; přeložil Jan Kaška — Liška nad lišku: veselohra v jednom jednání – August von Kotzebue; př. Václav Špinka. Praha: Jaroslav Pospíšil, 1860
- Muka chudé ženy: činohra ve čtyřech jednáních – Félix Pyat; př. J. K. Tyl — Převržená slánka: dramatický žert v jednom jednání – Görner; z němčiny př. A. Prachovský. Praha: J. Pospíšil, 1860
- Hadrník pařížský: obraz ze života o předehře a desíti obrazech – přeložil Hanuš Cimr. Praha: Mamert Knapp, mezi 1904 a 1912
- Dva mučedníci – př. Pavel Projsa; in: 1000 nejkrásnějších novel... č. 39. Praha: J. R. Vilímek, 1912

### Životopisné poznámky
- Jules Clère, Les hommes de la Commune: Biographie complète de tous ses membres, Paris, Libraire-éditeur É. Dentu, 1871, xiv 195, 1 vol. in 18 lire en ligne [archive] sur Gallica), p. 134–141
- Jules Clère, Les hommes de la Commune: Biographie complète de tous ses membres, Paris, Libraire-éditeur É. Dentu, 1871, 4e éd. (1re éd. 1871), vi 215, 1 vol. in 18 (lire en ligne [archive] sur Gallica), p. 149–157
- Paul Delion, Les membres de la Commune et du Comité central, Paris, A. Lemerre éditeur, août 1871, 446 p. (lire en ligne [archive] sur Gallica), p. 172–180
- "Félix Pyat", dans Adolphe Robert et Gaston Cougny, Dictionnaire des parlementaires français, Edgar Bourloton, 1889–1891 [détail de l’édition]
- Bernard Noël, Dictionnaire de la Commune, Coaraze, L'Amourier éditions, coll. "Bio", avril 2021 (1re éd. 1971), 799 p. présentation en ligne [archive]), p. 664–666
- Notice Pyat Félix (Pyat Aimé, Félix, [parfois surnommé Pontivy, parfois écrit Piat Félix]) [archive], sur maitron.fr, Le Maitron, dictionnaire bibliographique du mouvement ouvrier et du mouvement social, Association Les Amis du Maitron (consulté le 17 août 2021)